# Episodi di Law & Order: Criminal Intent (decima stagione)
La decima e ultima stagione della serie televisiva Law & Order: Criminal Intent, composta da 8 episodi, è stata trasmessa in prima visione assoluta negli Stati Uniti dal canale via cavo USA Network dal 1º maggio al 26 giugno 2011.
In Italia, la stagione è andata in onda in prima visione a pagamento su Premium Crime, canale della piattaforma Mediaset Premium, dal 31 ottobre al 21 novembre 2011; in chiaro è stata trasmessa da TOP Crime dal 15 marzo al 5 aprile 2014.
La stagione vede un radicale cambiamento nel cast, con il ritorno della coppia originaria Vincent D'Onofrio - Kathryn Erbe senza la presenza di un secondo team di detective. L'attore Jay O. Sanders (che aveva già partecipato a Law & Order: Criminal Intent in un episodio della seconda stagione) interpreta il ruolo del Capitano Joseph Hannah, mentre Julia Ormond impersona la psicologa Paula Gyson.
| nº | Titolo originale                | Titolo italiano               | Prima TV USA   | Prima TV Italia  |
| -- | ------------------------------- | ----------------------------- | -------------- | ---------------- |
| 1  | Rispetto                        | Rispetto                      | 1º maggio 2011 | 31 ottobre 2011  |
| 2  | The Consoler                    | Il consolatore                | 8 maggio 2011  | 31 ottobre 2011  |
| 3  | Boots on the Ground             | Pronto a tutto                | 15 maggio 2011 | 7 novembre 2011  |
| 4  | The Last Street in Manhattan    | L'ultima strada di Manhattan  | 22 maggio 2011 | 7 novembre 2011  |
| 5  | Trophy Wine                     | Il vino di George Washington  | 5 giugno 2011  | 14 novembre 2011 |
| 6  | Cadaver                         | Il cadavere                   | 12 giugno 2011 | 14 novembre 2011 |
| 7  | Icarus                          | Icaro                         | 19 giugno 2011 | 21 novembre 2011 |
| 8  | To The Boy in the Blue Knit Cap | Il berretto di maglia azzurra | 26 giugno 2011 | 21 novembre 2011 |

## Rispetto
- Titolo originale: Rispetto
- Diretto da: Jean de Segonzac
- Scritto da: Rick Eid

### Trama
Una escort viene assassinata e le indagini portano Eames e Goren nel mondo della moda, più specificamente da un fashion designer noto per eccessi e partecipazioni a feste sfrenate di musica, droga e sesso. Ma la festa viene bruscamente interrotta da qualcosa di imprevedibile.
- Ascolti USA: telespettatori 5 102 000[1]

## Il consolatore
- Titolo originale: The Consoler
- Diretto da: Michael Smith
- Scritto da: Chris Brancato

### Trama
Eames e Goren indagano sulla morte di una funzionaria di banca che collaborava con la Chiesa Cattolica e avrebbe potuto far parte di un complotto, però capendo prima se si tratta di un omicidio o di un suicidio. Nel frattempo per valutare la sua idoneità al servizio il detective Goren inizia le sedute con la psicologa della polizia Paula Gyson.
- Ascolti USA: telespettatori 3 683 000[2]

## Pronto a tutto
- Titolo originale: Boots on the Ground
- Diretto da: Jean de Segonzac
- Scritto da: Marlane Gomard Meyer e Paul Eckstein; Marlane Gomard Meyer (sceneggiatura)

### Trama
Un brillante hacker viene ucciso e il furto di alcuni importanti documenti governativi spingono Goren ed Eames alla scoperta di una guerra tra due compagnie di sicurezza. Goren rimane chiuso e diffidente con la psicologa.
- Altri interpreti: Jeri Ryan (Naomi Halloran).
- Ascolti USA: telespettatori 3 834 000[3]

## L'ultima strada di Manhattan
- Titolo originale: The Last Street in Manhattan
- Diretto da: Jean de Segonzac
- Scritto da: Rick Eid

### Trama
Un operatore di Wall Street muore, Goren ed Eames indagano e i sospetti compongono una lunga lista. Eames rivede con piacere i luoghi della sua adolescenza. Goren comincia a sciogliersi nelle sedute della sua terapia.
- Altri interpreti: Julie White (Stephanie Miller).
- Ascolti USA: telespettatori 3 333 000[4]

## Il vino di George Washington
- Titolo originale: Trophy Wine
- Diretto da: Michael Smith
- Scritto da: Warren Leight

### Trama
Goren ed Eames indagano sull'omicidio di un esperto conoscitore di vini, rinvenuto nella sua cantina.
- Ascolti USA: telespettatori 3 909 000[5]

## Il cadavere
- Titolo originale: Cadaver
- Diretto da: Frank Prinzi
- Scritto da: Julie Martin

### Trama
Goren ed Eames indagano sulla scomparsa di un noto filantropo.
- Ascolti USA: telespettatori 3 586 000[6]

## Icaro
- Titolo originale: Icarus
- Diretto da: Frank Prinzi
- Scritto da: Julie Martin

### Trama
Un attore muore durante uno spettacolo di una produzione teatrale di Broadway. Goren ed Eames indagano.
- Altri interpreti: Cynthia Nixon (Amanda Rollins), Patti Smith (Cleo Alexander).
- Ascolti USA: telespettatori 3 269 000[7]

## Il berretto di maglia azzurra
- Titolo originale: To the Boy in the Blue Knit Cap
- Diretto da: Jean de Segonzac
- Scritto da: Julie Martin e Chris Brancato

### Trama
Durante una disputa inerente a un sito di appuntamenti in rete avviene un omicidio. Goren ed Eames indagano quando uno dei fondatori viene rinvenuto cadavere nell'ufficio della donna che lo aveva appena citato in giudizio. Al termine della vicenda il detective Goren si ritrova ad affrontare l'ultima seduta con la dottoressa Gyson.
- Altri interpreti: Tovah Feldshuh (Danielle Melnick).
- Ascolti USA: telespettatori 3 751 000[8]